# Acipenser
Acipenser este un gen de pești anadromi sau dulcicoli de talia mare sau foarte mare, din familia acipenseride (Acipenseridae) răspândiți în regiunea holarctică și Asia estică. 

## Descrierea
Au corpul alungit, gros în partea anterioară, comprimat lateral în cea posterioară. Solzi ganoizi există numai în regiunea caudală, în rest corpul este acoperit cu 5 șiruri longitudinale de scuturi osoase: un șir impar dorsal, câte un șir lateral și lateroventral pe fiecare latură. Între scuturile mari o serie de mici scuteluri dispuse neregulat. Capul este complet acoperit de plăci osoase.
Înotătoarea caudală heterocercă. Înotătoarele pectoralele joase. Înotătoarea dorsală deplasată în partea posterioară a corpului. Lobul superior al înotătoarei caudale normal, neprelungit. Pedunculul caudal nu e turtit dorsoventral. 
Gura inferioară transversală, dreaptă și mică, ocupând numai o parte din suprafața inferioară a capului, deschiderea ei nu ajunge până la marginea capului; buza anterioară nu depășește marginea anterioară a ochiului. Narinele și ochii situați lateral pe cap. Botul (rostrul) puternic, conic, ascuțit sau în formă de spadă, turtit dorsoventral, acoperit cu plăci, cu 4 mustăți circulare (rotunde) în secțiune pe fața inferioară, fără membrane senzitive. Dinții lipsesc.
Spiraculul și pseudobranhia sunt prezente. Radiile branhiostegale lipsesc. Aparatul opercular este redus la subopercular și un preopercular rudimentar. Branhiile operculare bine dezvoltate. Membranele branhiale, concrescute cu istmul în urma eventelor și nu formează o cută în partea posterioară. Palatopătratul articulat direct cu simplecticul; stilohialul se articulează cu partea posterioară a simplecticului. Stomacul divizat în două compartimente.

## Sistematica
Sunt descrise 17 de specii, dintre care multe sunt amenințate cu dispariția.
- Acipenser baerii J. F. Brandt, 1869 = Nisetrul siberian — în Siberia
  - Acipenser baerii baerii J. F. Brandt, 1869
  - Acipenser baerii baicalensis A. M. Nikolskii, 1896
  - Acipenser baerii stenorrhynchus A. M. Nikolskii, 1896
- Acipenser brevirostrum Lesueur, 1818 = Sturionul cu bot scurt — pe litoralul atlantic al Americii de Nord
- Acipenser dabryanus A. H. A. Duméril, 1869 = Sturionul lui Dabry  — în China
- Acipenser fulvescens Rafinesque = Sturionul de lac  — în Mississippi
- Acipenser gueldenstaedtii J. F. Brandt & Ratzeburg, 1833 = Nisetrul  — în Marea Caspică,  Marea Neagră, Marea de Azov și fluviile ce se varsă în ele. Pe Dunăre ajunge până la Bratislava
- Acipenser medirostris Ayres, 1854 = Sturionul verde  —  în nordul Oceanului Pacific
- Acipenser mikadoi Hilgendorf, 1892 = Sturionul de Sahalin   — în Marea Okhotsk, Marea Japoniei
- Acipenser naccarii Bonaparte, 1836 = Sturionul de Adriatica   — în Marea Adriatică
- Acipenser nudiventris Lovetsky, 1828 = Viza  — în Marea Caspică și Marea Aral și fluviile care se varsă în ele, în fluviile din nordul Mării Negre, de la Dunăre până la Kuban
- Acipenser oxyrinchus Mitchill, 1815 = Sturion de Atlantic  — pe litoralul atlantic al Americii de Nord
  - Acipenser oxyrinchus desotoi Vladykov, 1955
  - Acipenser oxyrinchus oxyrinchus Mitchill, 1815
- Acipenser persicus Borodin, 1897 = Sturionul persan — în bazinul caspic
- Acipenser ruthenus Linnaeus, 1758 = Cega — în fluviile din nordul Mării Negre și Mării Caspice, de la Dunăre până la Kuban și Terek. Lacurile Ladoga, Onega și Dvina nordică
- Acipenser schrenckii J. F. Brandt, 1869 = Sturionul de Amur  — în nord-vestul Oceanului Pacific și în fluviul Amur
- Acipenser sinensis J. E. Gray, 1835 = Sturionul chinezesc — în China
- Acipenser stellatus Pallas, 1771 = Păstruga — în Marea Neagră, Marea de Azov, nordul Mării Caspice și fluviile care se varsă în ele
- Acipenser sturio Linnaeus, 1758 = Șipul — pe litoralul atlantic al Europei până în Norvegia; mările Baltică, Nordului, Mediterană, Adriatică și Neagră. Urcă pe fluvii pe distanțe lungi.
- Acipenser transmontanus J. Richardson, 1836 = Sturionul alb — pe litoralul pacific al Americii de Nord

## Speciile din România
În apele României trăiesc 5 specii:
1. Acipenser ruthenus, cega
2. Acipenser nudiventris, viza
3. Acipenser gueldenstaedtii, nisetrul
4. Acipenser stellatus, păstruga
5. Acipenser sturio, șipul